# (24826) Pascoli
(24826) Pascoli est un astéroïde de la ceinture principale.

## Description
(24826) Pascoli est un astéroïde de la ceinture principale. Il fut découvert le 22 août 1995 à Colleverde par Vincenzo Silvano Casulli. Il présente une orbite caractérisée par un demi-grand axe de 2,33 UA, une excentricité de 0,10 et une inclinaison de 6,8° par rapport à l'écliptique.

## Compléments